# Titantetrabutanolat
Titantetrabutanolat ist eine chemische Verbindung des Titans aus der Gruppe der Alkoholate.

## Gewinnung und Darstellung
Titantetrabutanolat kann durch Reaktion von Titan(IV)-chlorid mit Butanol gewonnen werden.

## Eigenschaften
Titantetrabutanolat ist eine entzündbare, feuchtigkeitsempfindliche, farblose bis gelbliche Flüssigkeit mit aromatischem Geruch, die sich in Wasser zersetzt.

## Verwendung

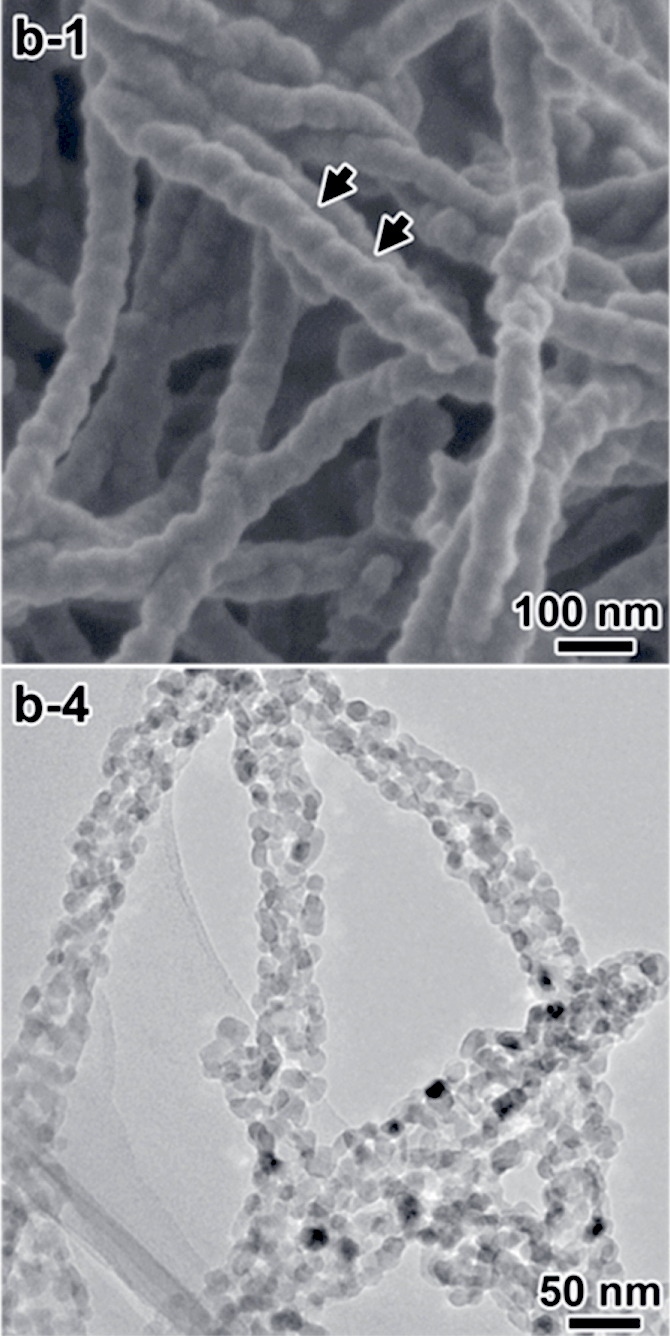
REM- und TEMaufnahme von chiralen TiO_{2} Nanoröhren, die durch Zersetzung von Titantetrabutanolat auf Kohlenstoffnanofasern abgelagert wurden.

Titantetrabutanolat wird als Veresterungs-/Alkoholyse-Katalysatoren, Alkyl-/Epoxy-/Siliconharz-Vernetzungsmittel, Ziegler-Katalysatorkomponente, Hochtemperatur-Beschichtungs Zutat und Glas-Oberflächenbehandlungsmittel verwendet. Es wird auch zur Herstellung von nanoskaligem Titandioxid in der Anatasform und ferroelektrischen Bi4Ti3O12-Dünnfilmen eingesetzt.

## Sicherheitshinweise
Die Dämpfe von Titantetrabutanolat können mit Luft beim Erhitzen über seinen Flammpunkt (42 °C) explosive Gemische bilden.